# Prikljutjenija kapitana Vrungelja
Prikljutjenija kapitana Vrungelja (russisk: Приключения капитана Врунгеля) er en sovjetisk miniserie fra 1976 af David Tsjerkasskij.

## Medvirkende
- Zinovij Gerdt som Christopher Bonifatievich Wrongel
- Jevgenij Papernyj som Lom
- Georgij Kisjko som Fuchs
- Grigorij Sjpigel
- Giora Kisljuk